# Jaap Kraaier
Jaap Kraaier, né le 28 novembre 1913 et mort le 7 janvier 2004, est un kayakiste néerlandais pratiquant la course en ligne.

## Palmarès

### Jeux olympiques (course en ligne)
- 1936 à Berlin
  -  Médaille de bronze en K-1 1 000 m [1]